# Уні (богиня)
Уні — богиня в етруській міфології, дружина Тінії та мати Менрви. Відповідає грецькій Гері та римській Юноні.
Коли Херкле був немовлям, сталося так, що його побачили богині Уні та Менрва. Їх вразила краса немовляти, і Уні вирішила погодувати його грудьми. Однак коли вона піднесла його до своїх грудей, Геркле стиснув її з такою силою, що Уні скрикнула від болю і кинула його на землю. Через біль, який Херкле завдав Уні, вона його зненавиділа і почала ворогувати з ним.
Якось на Уні в лісі напали лісові істоти з почту бога Фуфлунса. Богиня не могла чинити опір такій кількості противників і стала кликати на допомогу. Її крик почув Херкле і прибіг на поклик. Незважаючи на неприязнь Херкле до Уні, він, завжди вставав на захист слабких і терплячих насильство, рішуче втрутився і врятував богиню.
Після цього випадку богиня змінила своє ставлення до Геркле і на прохання Тінії усиновила його.